# Дальневосточная энергетическая компания
Дальневосточная энергетическая компания — энергетическая сбытовая компания, осуществляющая деятельность по продаже электрической энергии потребителям на территории Приморского края, Хабаровского края, Амурской области, Еврейской АО, Сахалинской области, Камчатского края, Якутии. Крупнейшая энергосбытовая компания России по обслуживаемой территории. Полное наименование — «Публичное акционерное общество «Дальневосточная энергетическая компания» (ПАО «ДЭК»). Место регистрации и расположение главного офиса в г. Владивосток. Компания входит в состав группы «РусГидро».

## Собственники и руководство
Основные владельцы компании на 31.12.2022 г.:
- АО «РАО ЭС Востока» — 51,03 %. В свою очередь, РАО ЭС Востока полностью принадлежит ПАО «РусГидро»
- АО «Дальневосточная генерирующая компания» — 42,35 %

В свою очередь, обе компании полностью принадлежит ПАО «РусГидро». 
Функции единоличного исполнительного органа компании выполняет АО «Энергосбытовая компания РусГидро».

## История
Компания учреждена 1 февраля 2007 года в рамках реформы электроэнергетики (РАО «ЕЭС России») на Дальнем Востоке, отличавшейся от модели реформы в западной части страны:
- Дальневосточная генерирующая компания (ДГК) объединила все электрические станции Приморья, Амурской области, Хабаровского края и южной Якутии;
- Дальневосточная распределительная сетевая компания (ДРСК) объединила распределительные электрические сети этих регионов, принадлежавшие реформированным АО-энерго;
- ДЭК стала владельцем 100 % уставного капитала ДГК и ДРСК, осуществляя корпоративное управление этими компаниями  (с 2020 года ДГК перешло под прямой контроль Русгидро);
- на ДЭК была возложена функция организации продажи электрической энергии (мощности) участникам оптового рынка;
- в ДЭК вошли энергосбытовые филиалы ОАО «Дальэнерго», ОАО «Амурэнерго», ОАО «Хабаровскэнерго».

В 2008 году ДЭК стала дочерней компанией вновь образованного «РАО Энергетические системы Востока», созданного для управления всеми изолированными энергосистемами Дальнего Востока, включая северную территорию Якутии, Чукотку, Сахалин, Магадан, Камчатский край В 2017 году управление дальневосточными активами, включая ДЭК, перешло от РАО ЭС Востока в специально созданный дивизион «Дальний Восток» группы «РусГидро». С 01 июля 2017 полномочия единоличного исполнительного органа ПАО «ДЭК» осуществляет управляющая организация АО «Энергосбытовая компания РусГидро». С 2019 года также обеспечивает сбыт электроэнергии на территории Сахалинской области, Камчатского края и Нерюнгринского района Якутской области. В 2020 году в результате сделки по обмену активами с группой СУЭК группа РусГидро получила полный контроль над ПАО «ДЭК», консолидировав более 90 % акций компании. С 2021 года обеспечивает сбыт электроэнергии во всей Якутии, кроме зоны децентрализованного энергоснабжения, а также сбыт тепловой энергии, вырабатываемой АО «ДГК» и ПАО «Якутскэнерго», на территории Амурской области, Еврейской автономной области, Приморского края, Хабаровского края, Якутии (кроме зоны децентрализованного энергоснабжения).

## Деятельность
ДЭК является единым закупщиком электроэнергии (мощности) у всех электрических станций во второй неценовой зоне оптового рынка электроэнергии и мощности (Дальний Восток России кроме перечисленных выше изолированных территорий, на которых оптовый рынок отсутствует). В этом статусе компания ежегодно покупает и организует продажу порядка 38,4 млрд кВт.ч.
ДЭК является также основным гарантирующим поставщиком электрической энергии для населения и предприятий, работает в качестве энергосбытовой компании. Территория обслуживания — 1,3 млн квадратных километров, 8 % от всей территории России; обслуживает более 2,9 млн жителей и 86,7 тыс. юридических лиц.
Компания является ключевым субъектом рынка электроэнергии на Дальнем Востоке, обеспечивая движение денежных средств от потребителей к инфраструктурным (генерирующим и сетевым) предприятиями электроэнергетики региона. Между тем, в настоящее время компания имеет высокую долговую нагрузку в результате неплатежей некоторых групп потребителей, в том числе водоканалов, котельных, жилищно-коммунальных хозяйств, а также заниженных тарифов на электроэнергию и других крупных предприятий Дальнего Востока.
С 2019 года развивает сеть электрических зарядных станций на Дальнем Востоке (Приморский край, Амурская область, Камчатский край, Сахалинская область, Хабаровский край).

## Спонсорская деятельность
В 2003—2016 годах являлась основным спонсором владивостокского футбольного клуба «Луч», в 2003—2018 годах носившего название «Луч-Энергия».